# Royal Oak (Michigan)
Pour les articles homonymes, voir Royal Oak.
Royal Oak est une ville située dans l’État américain du Michigan. Selon le recensement de 2000, sa population est de 60 062 habitants. Royal Oak est une banlieue de Détroit, dans le comté d’Oakland (la ville de Royal Oak ne devrait pas être confondue avec le Royal Oak Charter Township, qui est une communauté distincte). Avec Huntington Woods, Royal Oak contient le zoo de Détroit.

## Patrimoine
Royal Oak est connue pour son sanctuaire Petite-Fleur, édifié dans les années 1930 et reconnu sanctuaire national par la Conférence des évêques catholiques des États-Unis.

## Séries liées à la ville
La ville a inspiré la ville fictive de Royal Woods où se déroule le dessin animé Bienvenue chez les Loud. Le créateur de la série, Chris Savinno, y a vécu dans son enfance.